# Jindřich Vlček
Jindřich Vlček (5. září 1885 Malá Skalice, část obce Česká Skalice – 22. březen 1968, Hradec Králové), také znám jako Jindra Vlček, byl český malíř, autor československých známek, československý legionář.

## Život a dílo
Absolvoval Uměleckoprůmyslovou školu ve Vídni a Akademii výtvarných umění v Praze, kde studoval u prof. Hanuše Schwaigera). V 1. světové válce byl jako voják rakousko-uherské armády v roce 1914 na ruské frontě zraněn a v roce 1915 padl do ruského zajetí a do roku 1918 byl držen v ruských zajateckých táborech v Darnici, Orenburgu a Berezovce u Vrchně-Udinska. Poté vstoupil do československých legií. Jeho obrazy dokumentují život na frontě, v zajateckém táboře a v československých legiích. Vytvořil i portréty svých spolubojovníků. Ve spolupráci s rytcem Bohumilem Heinzem byl autorem československých poštovních známek připomínajících bitvy československých legionářů u Zborova, Bachmače, Vouziers a Doss Alto.